# Belonectes latifrons
Belonectes latifrons is een pissebed uit de familie Munnopsidae. De wetenschappelijke naam van de soort is voor het eerst geldig gepubliceerd in 1972 door Menzies & George.